# Π堆积

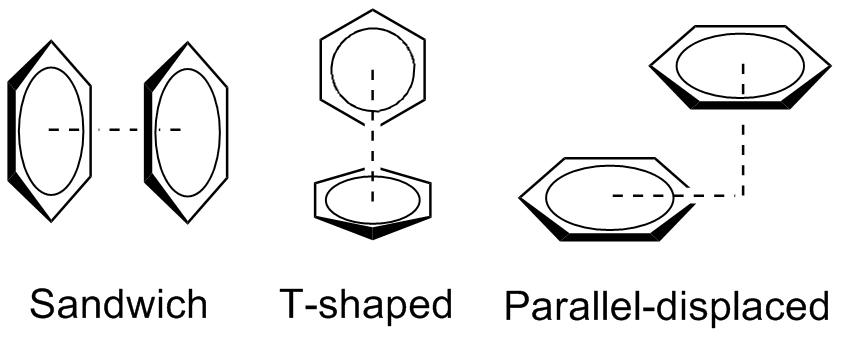
苯二聚体的三种堆积方式

π堆积或π-π堆积是指具有π电子共轭结构的芳香化合物分子之间的一种相互作用。
7,7,8,8-四氰基对苯二醌二甲烷（TCNQ）和四硫代富瓦烯（TTF）之间可以形成电荷转移配合物TTF-TCNQ，在其晶体中，TCNQ和TTF以平移错位的方式堆积。TTF-TCNQ也可插入至桨轮型羧酸二铑(II)配合物中，构筑π-堆积的层状框架(TTF)1(2)[{Rh}2(TCNQ)]（其中{Rh}2表示羧酸二铑(II)）。

## 应用
π堆积作用可以用于光催化，例如4-硝基-1,2-苯二甲腈在4-甲基苯甲醚和亚苄基丙二腈的反应中，它通过和4-甲基苯甲醚形成π堆积的中间体参与催化反应。